# Samanides
819–1005
Entités précédentes :
- Califat abbasside

Entités suivantes :
- Ziyarides
- Qarakhanides
- Ghaznévides

Les Samanides sont une dynastie persane qui reprend le pouvoir après la conquête arabe.

## Origines
En 819, le calife Al-Ma'mūn (813-833) avait récompensé les quatre petits-fils du persan Saman Khoda (Nuh, Ahmad, Yahya et Elyas) pour leurs bons et loyaux services en leur attribuant à chacun une province. Ismail Ier (892-907), le fils d'Ahmad, prit rapidement le contrôle de la Transoxiane (Mawarannahr) et du Khorassan et s'y installa comme gouverneur indépendant, choisissant Boukhara comme capitale.

## Montée en puissance
En 900, au nom du calife, Ismail Ier vainquit près de Bactres le Saffaride Amr ibn Layth (Amr ebn Leys) qui voulait envahir ses territoires. Il annexe du même coup ses possessions, ce qui lui permet d'assurer sa pleine indépendance dès 902. Deux ans plus tard, il domine la totalité du nord de l'Iran, de Rey à Qazvin.

## Politique

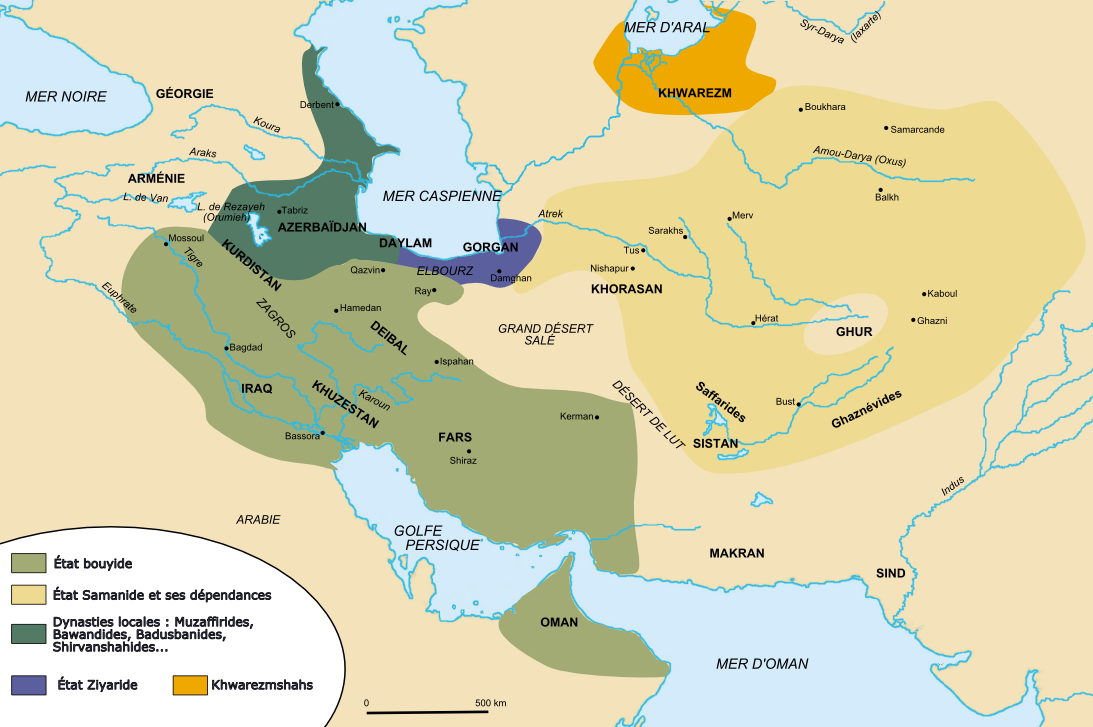
l'État samanide et ses voisins.

L'État samanide était fort, autoritaire et appliquait la loi musulmane. Il s'appuyait à la fois sur une police secrète et une importante bureaucratie, permettant une surveillance étroite des gouverneurs des provinces. Ainsi veillait-on à ce qu'ils ne se montrassent pas oppressifs. Enseignement et agriculture avaient une importance particulière pour les Samanides : le premier devait être dispensée à tous, et la seconde fit l'objet d'un code qui resta en vigueur pendant deux siècles. Le prince tenait en fait par ses mesures à s'appuyer sur le peuple, contre les nobles (dihqan) jugés trop puissants.
Selon l'historien Jean-Paul Roux, les Samanides ont fait preuve d'un fort anti-arabisme, les poussant même à faire lire le Coran en langue vernaculaire dans les mosquées. Ceci n'a entraîné aucun anti-islamisme, des princes comme Ahmad II ou Nouh II ayant fait preuve d'une forte religiosité. L'islamisation de la Sogdiane a ainsi progressé énormément durant le règne des Samanides. Toutefois, ils ont laissé les communautés mazdéennes et nestoriennes vivre et se développer (permettant notamment la christianisation des nomades Kereyits, plus au nord).

## Économie
Les Samanides étaient à la tête d'un État riche et prospère, produisant et exportant de nombreux produits : fruits, légumes, papier, textiles de qualité, soie et coton, céramiques.

## Culture

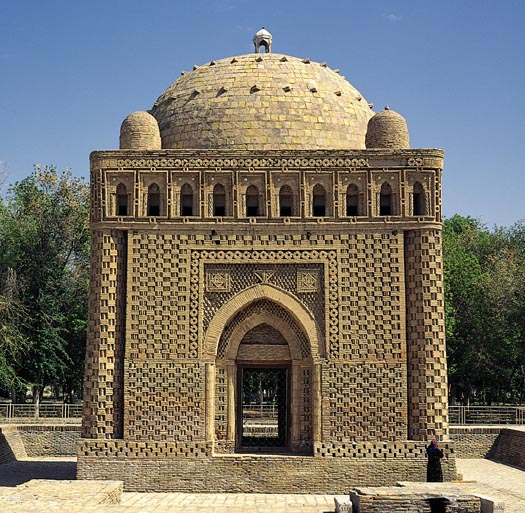
Mausolée des Samanides à Boukhara

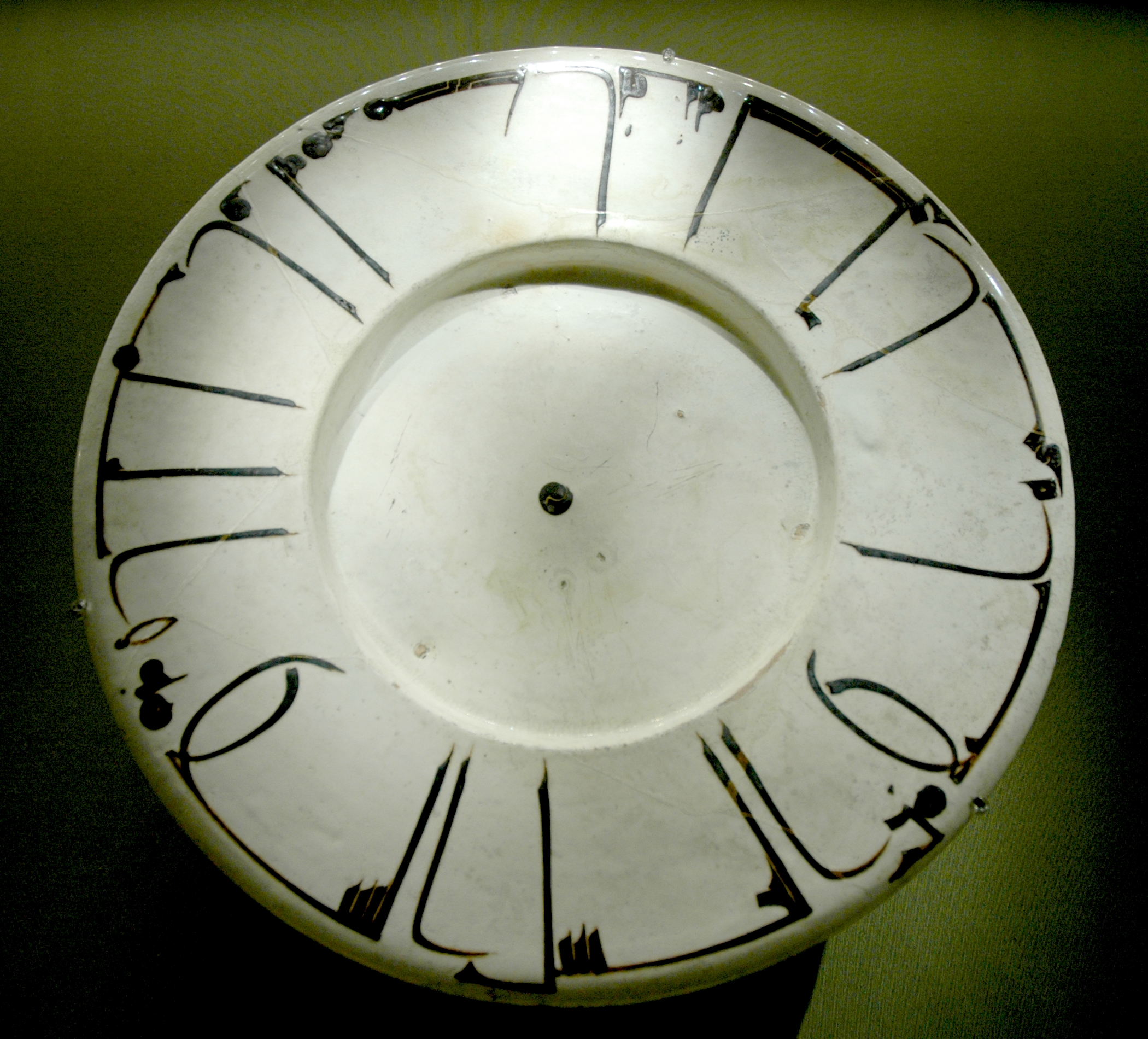
Plat à décor épigraphique, époque samanide, Musée du Louvre.

L'Empire samanide vit une certaine renaissance de la culture iranienne, face à l'arabisation due à l'Islam. Par exemple, le créateur de la poésie persane, Roudaki (c. 859-940) fut poète officiel de la cour de Nasr II (913-943). Abu'l Fadl Bel'ami (en) (?-974), considéré comme créateur de la prose persane, fut ministre de Mansour Ier (961-976). Il fut notamment chargé de donner une adaptation en persan de l'Histoire de Tabari, écrite en arabe. Enfin le poète Daqiqi (935-980) a été chargé par les Samanides de mettre en vers persans l'ancien Shâh Nâmeh (Livre des Rois), mais la mort l'empêcha de finir son œuvre, qui fut reprise par Ferdowsi.
Les empires de l'Iran oriental, samanide et ghaznévide, virent également apparaître les premières khanqah, maisons communes des soufis. De plus, il est probable que les médersas apparurent à la même époque et dans les mêmes régions. La plus ancienne qu'il soit possible de dater se trouve à Samarcande et fut construite après 1060, mais les textes évoquent des madrasas en fonction au IXe siècle au Khorassan et en Transoxiane. Elles furent probablement organisées sur le modèle des centres d'enseignement bouddhistes.

## Fin des Samanides
Sous la pression des tribus turques d'Asie centrale, Nouh II (976-997) dut nommer Sebuktigin au poste de gouverneur de Ghazna, et son fils Mahmûd comme gouverneur du Khorassan. Les Turcs Qarakhanides s'allièrent alors avec Mahmûd. Ismaïl II, le dernier Samanide, lutta cinq années durant contre ces alliés mais il fut assassiné en 1005.
En 997, Nouh II fut soigné par le jeune médecin Ali ibn Sina (Avicenne), alors âgé de 17 ans.

## Liste des émirs
- Saman Khoda
  - Asad ibn Saman
    - Nuh, atabeg de Samarcande (819-841/2)
    - Yahya, atabeg de Shash (819-855) et de Samarcande (851/2-855)
    - Elyas, atabeg de Hérat (819-856)

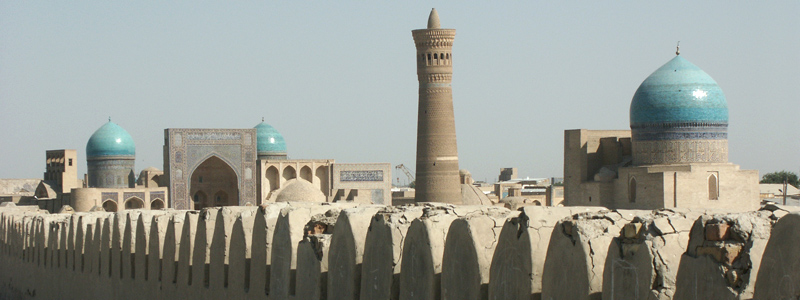
Panorama de Boukhara, capitale de l'Empire des Samanides

      - Ahmad ibn Asad, 1er émir (819-864)
        - Nasr Ier, 2e émir (864-892)
        - Ismaïl Ier, 3e émir (892-907)
          - Ahmad II, 4e émir (907-914)
            - Nasr II, 5e émir (914-943)
              - Hamid Nuh Ier, 6e émir (943-954)
                - Abdul Malik Ier, 7e émir (954-961)
                - Mansur Ier, 8e émir (961-976)
                  - Nouh II, 9e émir (976-997)
                    - Mansur II, 10e émir (997-999)
                    - Abdul Malik II, 11e émir (999)
                    - Ismaïl II al-Muntasir, 12e émir (999-1005)